# Vysoký Újezd (okres Benešov)
Vysoký Újezd je obec v okrese Benešov ve Středočeském kraji. Žije zde 189 obyvatel a součástí obce je i vesnice Větrov a samoty Tuchyňská Lhota, Pexův Luh a Faberka. Vysoký Újezd je součástí přírodního parku Střed Čech a mikroregionu Neveklovsko, který se coby člen sdružení obcí Neveklovska snaží propagovat.
Ve vzdálenosti 16 km východně leží město Benešov, 18 km jižně město Sedlčany, 22 km západně město Dobříš a 24 km severovýchodně město Říčany.

## Historie

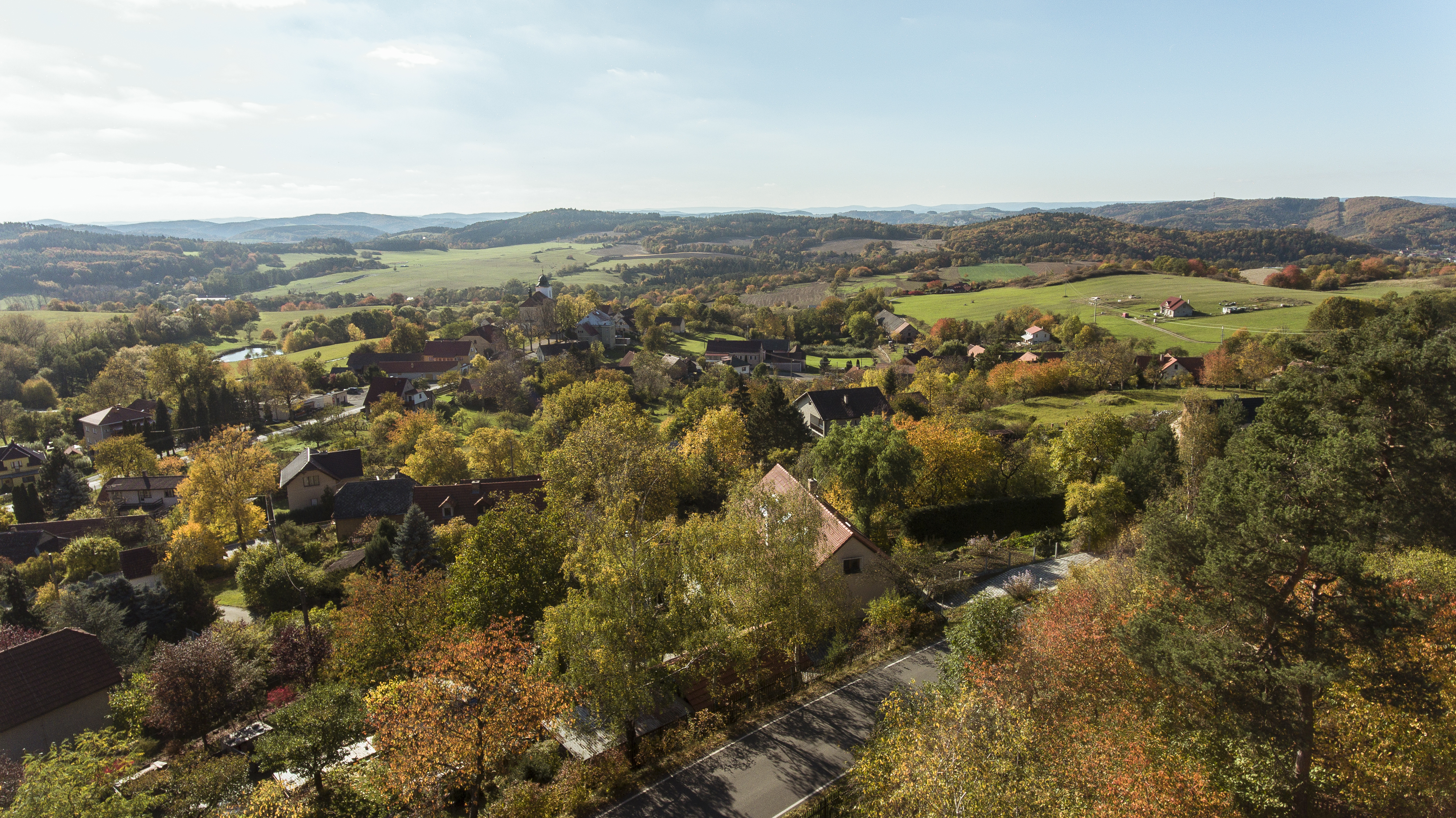
Pohled ze severovýchodu na Vysoký Újezd

První písemná zmínka o obci pochází z roku 1352. Sama historie obce sahá však hluboko do minulosti. Obec leží pravděpodobně na tak zvané „Keltské stezce“ později zvané „Plavecká“, jejíž zbytky jsou ještě dnes krajině patrny. Konkrétně na trase Vysoký Újezd, Jablonka, Chlum. Kostel Narození Panny Marie, který je dominantou obce, byl postaven v letech 1301 až 1340. Na místě kostela stávala románská rotunda. Zmínka o rotundě pochází z první poloviny 12. století, do této doby lze datovat i založení obce. Kostel nejspíše založili rytíři Nedvězští z Nedvězí a rytíři Újezdští z Újezda, kteří v obci měli i tvrz (nedochovala se). Tvrz rytířů z Nedvězí stávala v údolí asi kilometr od Vysokého Újezda, byla několikrát přestavována, svého času zde bylo i JZD, v dnešní době je na jejím místě „hotelová“ farma Michael. Před budovou bývalé školy (dnes obecní úřad) na upravené návsi stojí pomník padlých v 1. světové válce. Většina z nich byla příslušníky benešovského 102. pluku, kteří zahynuli na srbské frontě. Z obce pocházela i řada legionářů, kteří bojovali v italských, francouzských a hlavně ruských legiích. Jeden z původních zvonů z kostela Narození Panny Marie byl sejmut 2. prosince 1917 a roztaven pro válečné účely. Další dva zvony byly odvezeny do Německa v roce 1941, zůstal jen umíráček zavěšený na věž v roce 1921. 7. září roku 1991 byl zásluhou obce, církve a přispění občanů zavěšen zvon nový z dílny pana Manouška ze Zbraslavi. Obec byla během druhé světové války vystěhována, v rámci vysídlení Neveklovska, kde bylo zřízeno cvičiště jednotek SS.

### Územněsprávní začlenění
Dějiny územněsprávního začleňování zahrnují období od roku 1850 do současnosti. V chronologickém přehledu je uvedena územně administrativní příslušnost obce v roce, kdy ke změně došlo:
- 1850 země česká, kraj České Budějovice, politický okres Benešov, soudní okres Neveklov[10]
- 1855 země česká, kraj Tábor, soudní okres Neveklov
- 1868 země česká, politický okres Benešov, soudní okres Neveklov
- 1939 země česká, Oberlandrat Tábor, politický okres Benešov, soudní okres Neveklov[11]
- 1942 země česká, Oberlandrat Praha, politický okres Benešov, soudní okres Neveklov[12]
- 1945 země česká, správní okres Benešov, soudní okres Neveklov[13]
- 1949 Pražský kraj, okres Benešov[14]
- 1960 Středočeský kraj, okres Benešov
- 1974 Středočeský kraj, okres Praha-západ[15]
- 1996 Středočeský kraj, okres Benešov[16]
- 2003 Středočeský kraj, okres Benešov, obec s rozšířenou působností Benešov

### Rok 1932
V obci Vysoký Újezd (přísl. Větrov, 382 obyvatel, katol. kostel) byly v roce 1932 evidovány tyto živnosti a obchody: 3 hostince, kolář, 2 kováři, malíř, 2 obuvníci, pekař, 2 řezníci, 2 obchody se smíšeným zbožím, Reiffeisenova záložna ve Vysokém Újezdě, Spořitelní a záložní spolek ve Vysokém Újezdě, 2 trafiky, 2 truhláři.

## Doprava
Dopravní síť
- Pozemní komunikace – Do obce vede silnice III. třídy.
- Železnice – Železniční trať ani stanice na území obce nejsou.

Veřejná doprava
- Autobusová doprava – V obci je jediná zastávka Vysoký Újezd, na které zastavuje linka PID 438 ze Štěchovic do Benešova a linka 485 z Rabyně do Týnce nad Sázavou, obě linky provozuje dopravce ČSAD Benešov.

## Turistika
Územím obce vede modře značená turistická trasa Štěchovice – Slapská přehrada – Rabyně – Vysoký Újezd – Tuchyně – Stranný.

## Pamětihodnosti
- Původně gotický kostel Narození Panny Marie na návsi. Půda kostela je kvůli výskytu netopýra velkého chráněna jako přírodní památka Vysoký Újezd – kostel.
- Prehistorický úsek pravděpodobně keltské cesty „Plavecká“

## Zajímavosti
- V obci byl natočen seriál Hraběnky.
- V okolí obce je pravidelně od roku 1991 slyšet zvon z místního kostela. Původní zvon byl roku 1917, zabaven a rozstaven pro válečné účely, a další dva zvony byly odvezeny do Německa v roce 1941, od té doby měla obec jen takzvaný zvon „umíráček“. Teprve až v roce 1991 byl na zvonici umístěn nový zvon, vysvěcený biskupem Antonínem Liškou.

## Galerie

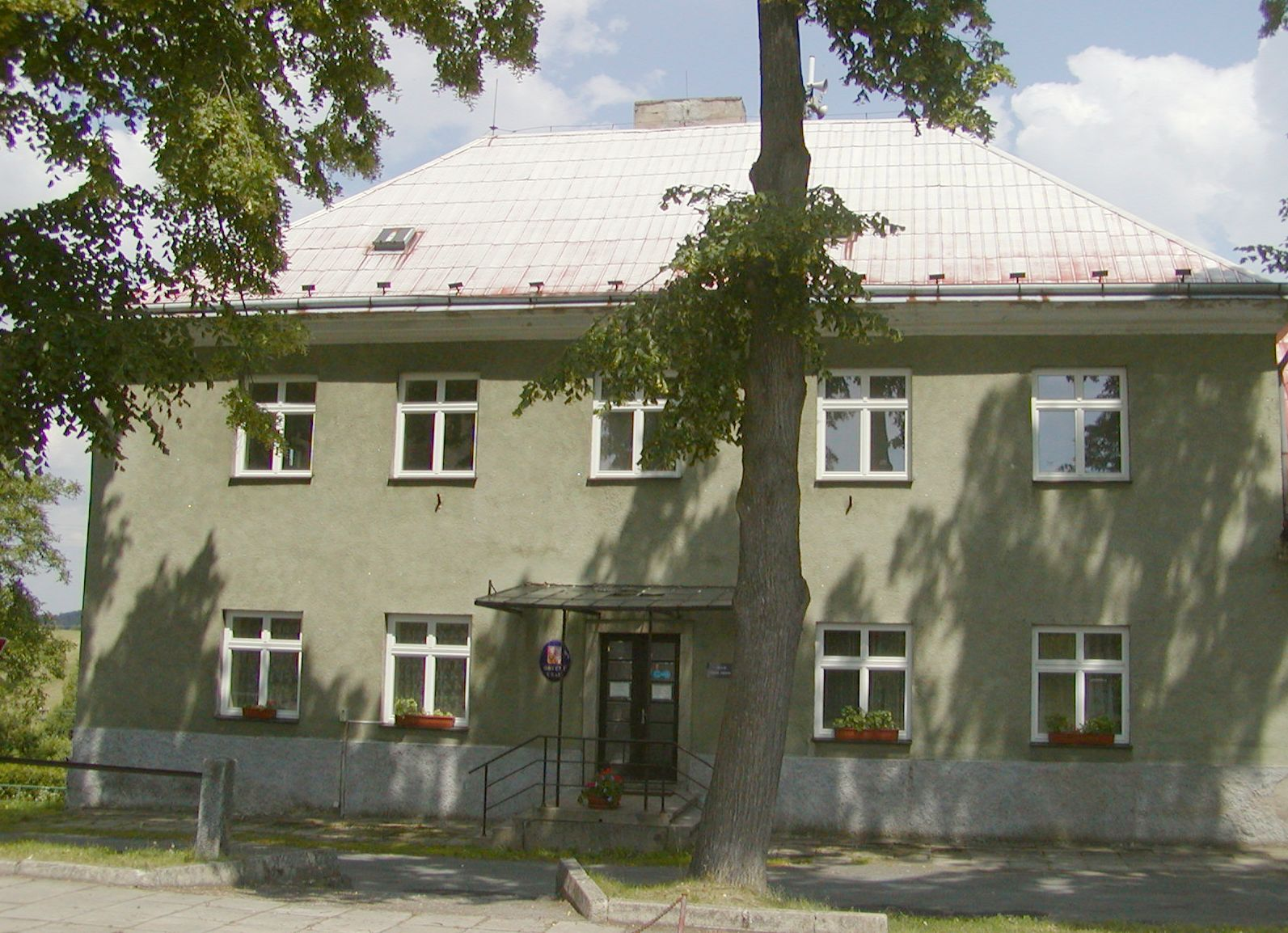
Obecní úřad
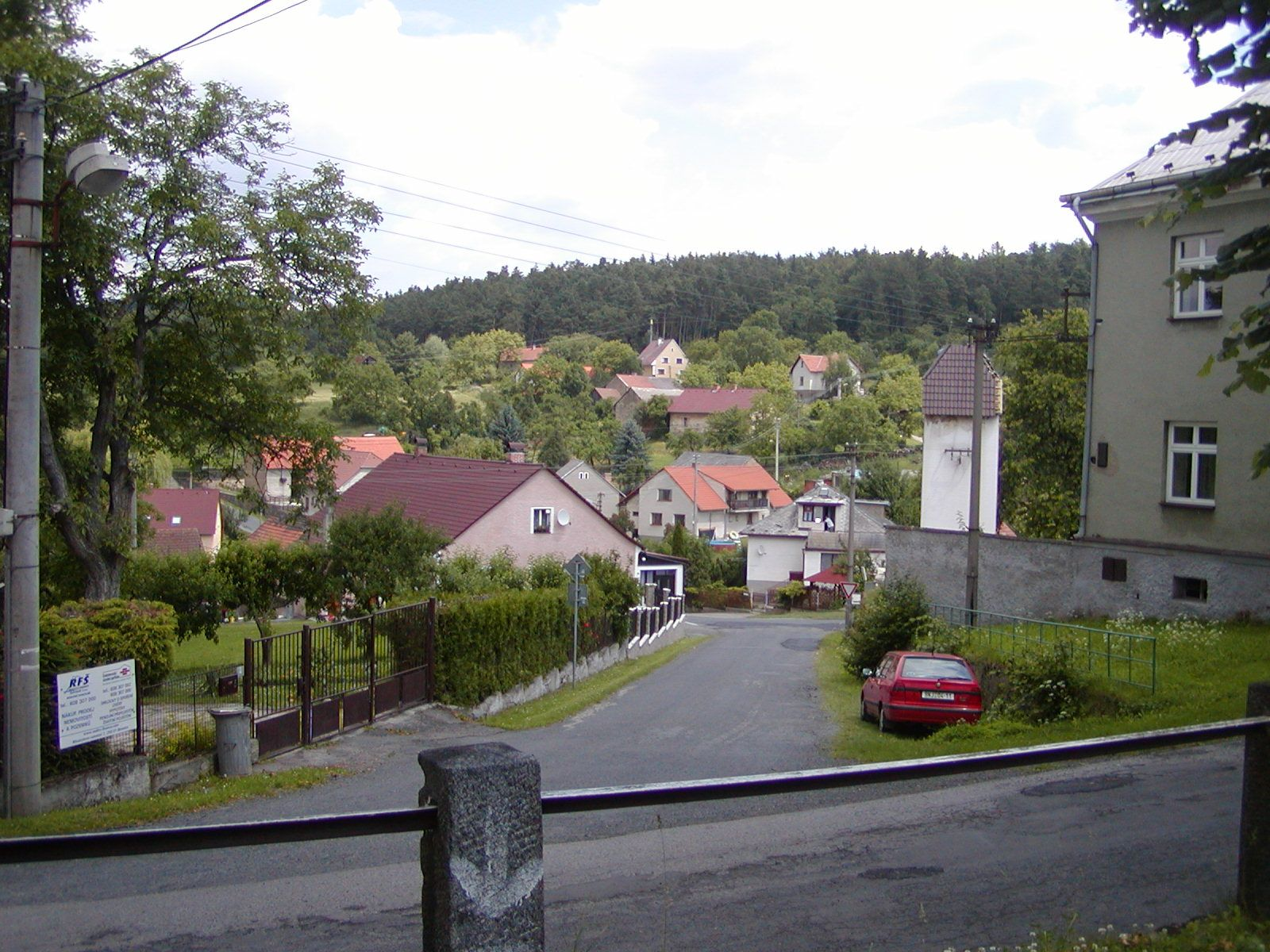
Směr na Teletín
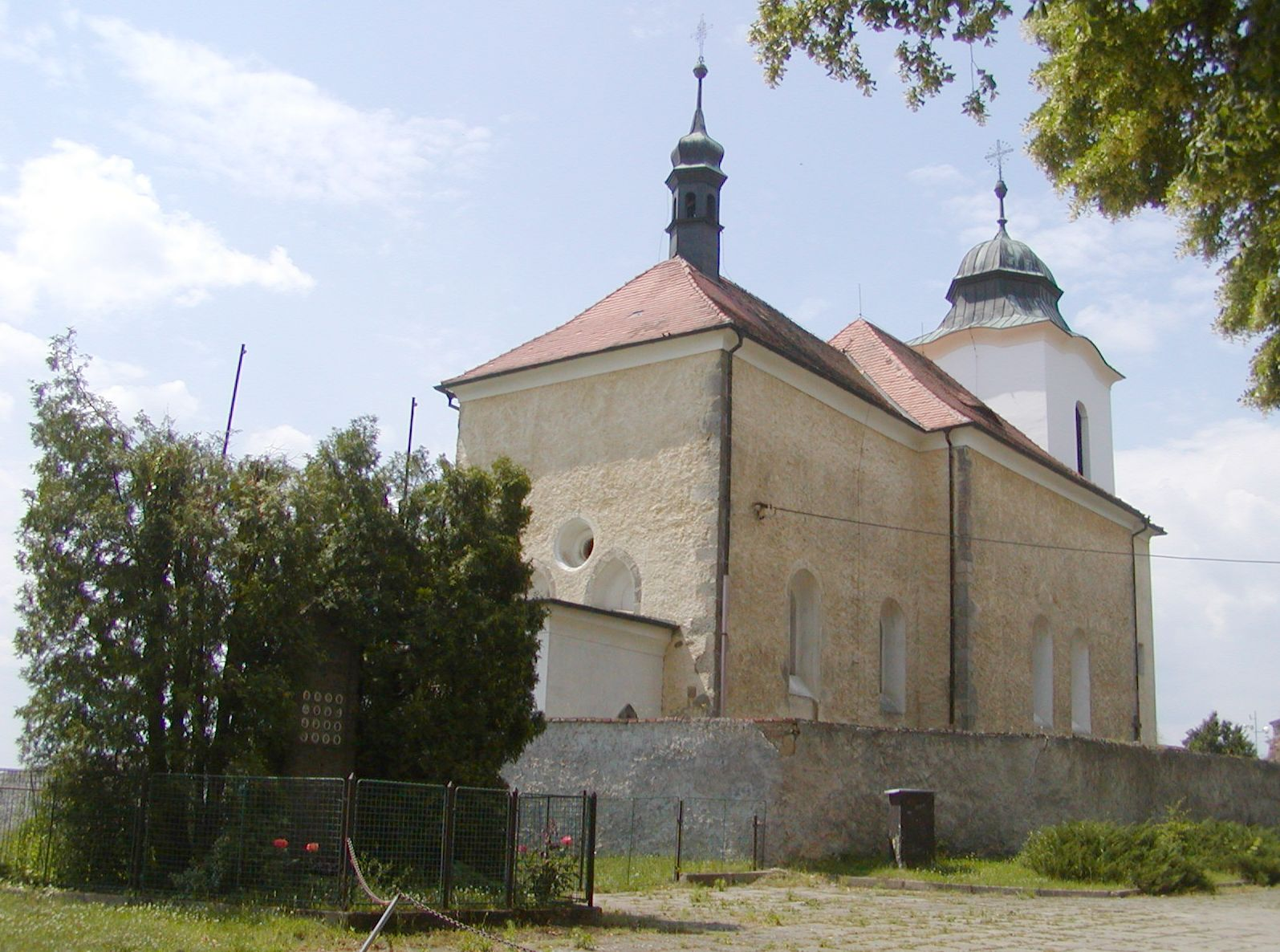
Kostel Narození Panny Marie
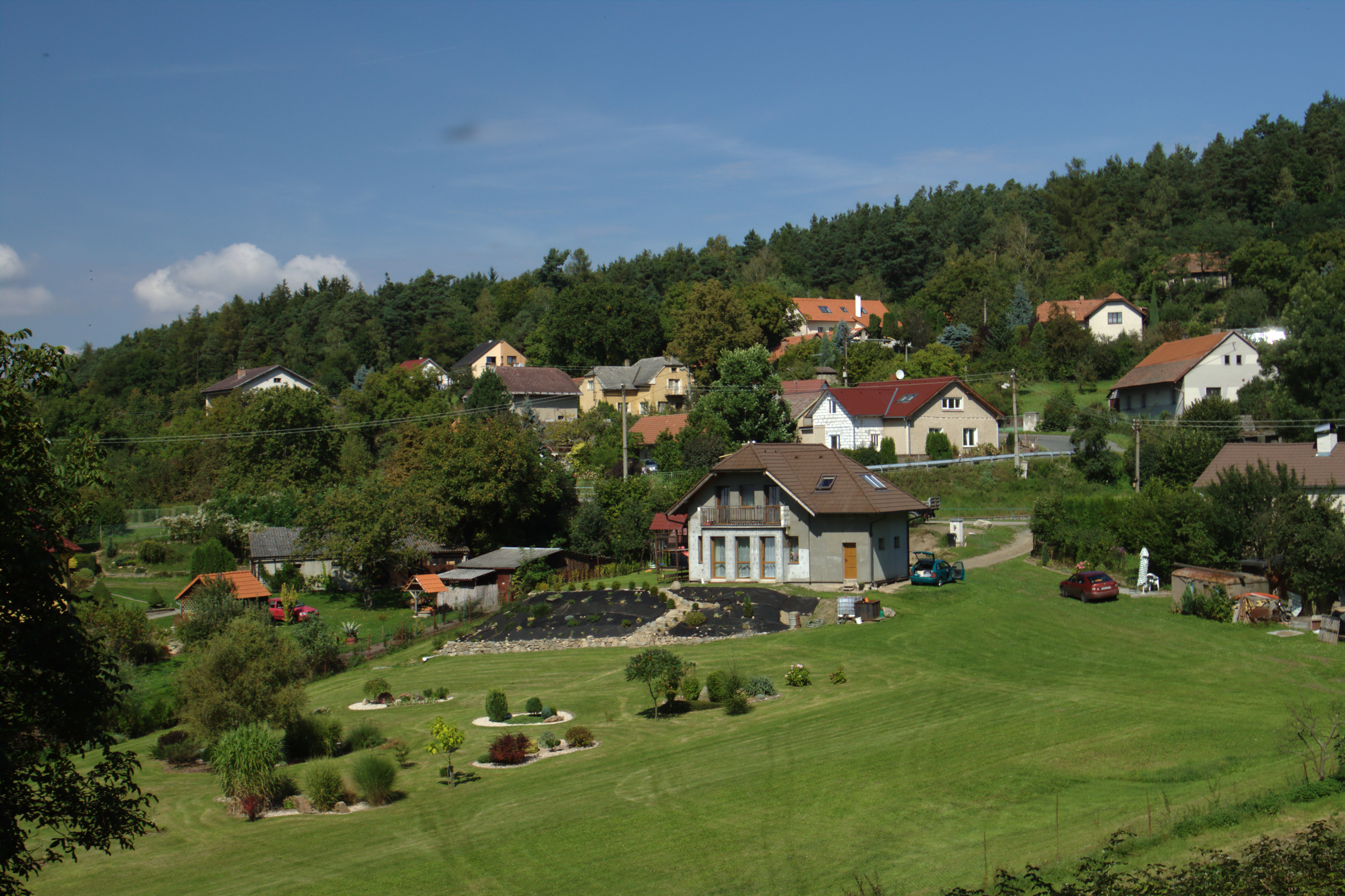
Střední část obce